# Crysis 4
Crysis 4 — майбутня відеогра, науково-фантастичний шутер від першої особи, що розробляється німецької компанією Crytek. Є четвертою основною частиною серії Crysis. Офіційний анонс гри відбувся 26 січня 2022 року.

## Розробка
26 січня 2022 року Crytek оголосила про початок розробки Crysis 4 і представила перший тизер [Архівовано 8 квітня 2022 у Wayback Machine.]. Роботу над грою Crytek підтвердила в короткому ролику, де можна побачити зруйновані будівлі, а також кинутий шолом від нанокостюму. У фіналі тизера з'являється заклик «приєднатися до подорожі та стати героєм» — судячи з усього, про набір у штат компанії. Оголосила про початок розробки Crysis 4 і представила перший тизер — Ігри на їхньому сайті «NEXT CRYSIS GAME…. CONFIRMED! (англ.).», для якої і GeForce RTX 4090 буде мало?
Пізніше звернення, присвячене анонсу, опублікував генеральний директор Crytek Авні Йерлі, підтвердивши, що студія займається Crysis 4, але до релізу ще далеко.
18 квітня 2023 на ютуб каналі CRYENGINE було оголошено нове відео з метою заохочення до розробки Crysis 4.
Також 17 травня 2023 року було опубліковане відео з заохоченням приєднатися до компанії Crytek, де був згаданий Crysis 4 на відео.